# ناز باتلاقی
ناز باتلاقی  (Bacopa monnieri) گیاهی چندساله و خزنده است که بومی تالاب‌های جنوب و شرق هند، ایران استرالیا، اروپا، آفریقا، آسیا و آمریکای شمالی و جنوبی است. به آن براهمی هم گفته‌اند.
این گیاه از خانوادهٔ بارهنگیان است و در اغلب مناطق گرمسیری انتشار دارد و در هند در تمام نقاط گرم و مرطوب و باتلاقی شبه‌گرمسیری می‌روید. در ایران در بلوچستان در اراضی مرطوب باتلاقی می‌روید.
ناز باتلاقی در آیورودا استفاده می‌شود. در سال ۲۰۱۹، سازمان غذا و داروی ایالات متحده به تولیدکنندگان محصولات مکمل غذایی حاوی ناز باتلاقی نسبت به ادعاهای غیرقانونی و اثبات نشده که این گیاه می‌تواند بیماری‌های مختلف را درمان کند، هشدار داد.
با توجه به رشد کند و انبوهی برگ‌ها، گونه ای مناسب برای قرار گرفتن در بخش جلویی آکواریم محسوب می‌شود و بهتر است که به صورت گروهی کاشته شود.

## شرح

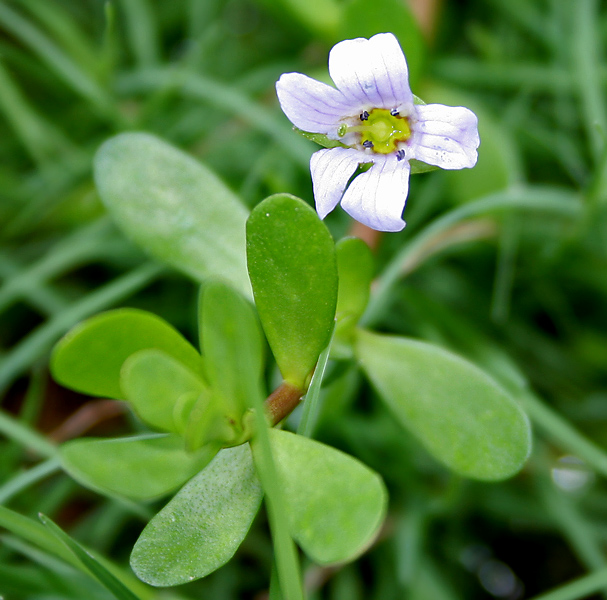
ناز باتلاقی در حیدرآباد، هند

ناز باتلاقی گیاهی است علفی و چندساله و بدون کرک. ساقهٔ آن خزنده و کمی گوشتی است. برگ‌های آن کامل بدون دمبرگ و تخم‌مرغی و کمی دراز که از آن سه رگبرگ مشخص مشهود است. برگ‌های آن بیضی به طول حدود دو سانتی‌متر و به رنگ سبز براق است. گل‌های منفرد و دارای دمگل به رنگ‌های سفید یا آبی کمرنگ و میوهٔ کپسول و تخم‌مرغی به طول حدود نیم سانتیمتر که در داخل آن دانه‌ها جای گرفته‌اند. گل‌های آن دارای چهار تا پنج گلبرگ هستند.
ناز باتلاقی حتی می‌تواند در شرایط کمی شور رشد کند. تکثیر اغلب از طریق قلمه زدن به دست می‌آید.

## بوم‌شناسی
ناز باتلاقی یکی از گسترده‌ترین گونه‌های Bacopa است. معمولاً در مناطق باتلاقی در سراسر هند، نپال، سریلانکا، چین، پاکستان، ایران، تایوان، ویتنام، مناطق گرمسیری و جنوب آفریقا، در ماداگاسکار، در استرالیا، در دریای کارائیب و همچنین در آمریکای میانه و جنوبی رشد می‌کند. همچنین در فلوریدا، لوئیزیانا، تگزاس و هاوایی یافت می‌شود.

## تحقیق و مقررات
ناز باتلاقی در طب سنتی آیورودا برای بهبود حافظه و درمان بیماری‌های مختلف استفاده می‌شود. بررسی‌های تحقیقات اولیه نشان داد که ناز باتلاقی ممکن است توان ذهنی را بهبود بخشد، اگرچه این اثر تنها پس از چند هفته استفاده قابل اندازه‌گیری بود.
در سال ۲۰۱۹، سازمان غذا و دارو آمریکا نامه‌های هشداردهنده‌ای به تولیدکنندگان مکمل‌های غذایی حاوی Bacopa monnieri صادر کرد که در آن ادعاهای بهداشتی برای درمان یا پیشگیری از بیماری معده، بیماری آلزایمر، هیپوگلیسمی، فشار خون و اضطراب غیرقانونی و اثبات نشده بود. سازمان غذا و دارو آمریکا اعلام کرد که محصولات ناز باتلاقی برای این اهداف یا هیچ هدف پزشکی مورد تأیید قرار نگرفته‌است.

### اثرات نامطلوب
شایع‌ترین عوارض جانبی گزارش شده از ناز باتلاقی در انسان تهوع، افزایش تحرک روده و ناراحتی گوارشی است.

## گیاه‌شیمی
بهترین مواد شیمیایی گیاهی مشخص شده در ناز باتلاقی، ساپونین‌های تری ترپنوئیدی نوع داماران هستند که به عنوان باکوزیدها شناخته می‌شوند، با قسمت‌های جوجوبوگنین یا شبه‌جوجوبوگنین به عنوان واحدهای آگلیکون. باکوزیدها شامل یک خانواده از ۱۲ آنالوگ شناخته شده هستند. ساپونین‌های دیگری به نام باکوپازید I-XII شناسایی شدند. آلکالوئیدهای براهمین، نیکوتین و هرپستین به همراه D-mannitol , apigenin , hersaponin, monnierasides I-III, cucurbitacin و Plantainoside B فهرست‌بندی شده‌اند.